# Циркулянт
Циркулянт или циркулянтная матрица — это матрица вида
{\displaystyle C={\begin{pmatrix}a_{1}&a_{2}&\cdots &a_{n}\\a_{n}&a_{1}&\cdots &a_{n-1}\\\vdots &\vdots &\ddots &\vdots \\a_{2}&a_{3}&\cdots &a_{1}\\\end{pmatrix}},}
где все {\displaystyle a_{i}} — комплексные числа. Циркулянт можно также кратко описать как {\displaystyle C_{ij}=a_{j-i+1{\pmod {n}}},\ i,j=1,\ldots ,n}. Таким образом, циркулянт — это матрица, в которой любая следующая строка (столбец), начиная с первой (с первого) получается циклической алфавитной перестановкой элементов предыдущей строки (столбца). Любая циркулянтная матрица по определению является тёплицевой.
Также циркулянтом часто называют определитель такой матрицы.

## Свойства
Пусть {\displaystyle A} и {\displaystyle B} — циркулянтные матрицы. Тогда выполняются следующие свойства.
- {\displaystyle AB=BA} и {\displaystyle AB} — циркулянт.
- Матрицы {\displaystyle {\overline {A}}} (поэлементно комплексно сопряжённая), {\displaystyle A^{\mathrm {T} }} (транспонированная) и {\displaystyle A^{*}} (эрмитово сопряжённая) — циркулянтные.
- Матрица {\displaystyle A^{k}} циркулянтная при {\displaystyle k\geqslant 0}.
- Если {\displaystyle A} невырождена, то {\displaystyle A^{-1}} циркулянтная.
- Матрица {\displaystyle A} — персимметричная и нормальная.

## Определитель
Обозначим {\displaystyle \zeta } первообразный корень из единицы степени {\displaystyle n}. Тогда имеет место следующая формула для определителя циркулянта {\displaystyle C}:
{\displaystyle \operatorname {det} C=\prod \limits _{k=0}^{n-1}(a_{1}+a_{2}\zeta ^{k}+\ldots +a_{n-1}\zeta ^{k(n-2)}+a_{n}\zeta ^{k(n-1)}).}
Обозначим {\displaystyle f(x)=a_{1}+a_{2}x+\ldots +a_{n}x^{n-1}} и {\displaystyle \zeta _{k}=\zeta ^{k}}. Умножим циркулянт справа на определитель Вандермонда вида {\displaystyle |\zeta _{j}^{i-1}|_{n\times n}}:
{\displaystyle {\begin{vmatrix}a_{1}&a_{2}&\cdots &a_{n}\\a_{n}&a_{1}&\cdots &a_{n-1}\\\vdots &\vdots &\ddots &\vdots \\a_{2}&a_{3}&\cdots &a_{1}\end{vmatrix}}\cdot {\begin{vmatrix}1&1&\cdots &1\\\zeta _{1}&\zeta _{2}&\cdots &\zeta _{n}\\\vdots &\vdots &\ddots &\vdots \\\zeta _{1}^{n-1}&\zeta _{2}^{n-1}&\cdots &\zeta _{n}^{n-1}\end{vmatrix}}={\begin{vmatrix}f(\zeta _{1})&f(\zeta _{2})&\cdots &f(\zeta _{n})\\\zeta _{1}f(\zeta _{1})&\zeta _{2}f(\zeta _{2})&\cdots &\zeta _{n}f(\zeta _{n})\\\vdots &\vdots &\ddots &\vdots \\\zeta _{1}^{n-1}f(\zeta _{1})&\zeta _{2}^{n-1}f(\zeta _{2})&\cdots &\zeta _{n}^{n-1}f(\zeta _{n})\end{vmatrix}}=}
{\displaystyle =f(\zeta _{1})f(\zeta _{2})\ldots f(\zeta _{n})\cdot {\begin{vmatrix}1&1&\cdots &1\\\zeta _{1}&\zeta _{2}&\cdots &\zeta _{n}\\\vdots &\vdots &\ddots &\vdots \\\zeta _{1}^{n-1}&\zeta _{2}^{n-1}&\cdots &\zeta _{n}^{n-1}\end{vmatrix}}.}
Далее сокращаем определитель Вандермонда как ненулевой.■
Иными словами, собственные числа циркулянта равны дискретному преобразованию Фурье вектора {\displaystyle \left(a_{1},\ldots ,a_{n}\right)}.
Примеры
Для {\displaystyle n=2} определитель циркулянта равен:
{\displaystyle \operatorname {det} {\begin{pmatrix}a_{1}&a_{2}\\a_{2}&a_{1}\end{pmatrix}}=(a_{1}-a_{2})(a_{1}+a_{2})=a_{1}^{2}-a_{2}^{2}.}
Для {\displaystyle n=3,\zeta ^{3}=1,\zeta \neq 1}:
{\displaystyle \operatorname {det} {\begin{pmatrix}a_{1}&a_{2}&a_{3}\\a_{3}&a_{1}&a_{2}\\a_{2}&a_{3}&a_{1}\end{pmatrix}}=(a_{1}+a_{2}+a_{3})(a_{1}+a_{2}\zeta +a_{3}\zeta ^{2})(a_{1}+a_{2}\zeta ^{2}+a_{3}\zeta )=a_{1}^{3}+a_{2}^{3}+a_{3}^{3}-3a_{1}a_{2}a_{3}.}

## Связанные определения

### Антициркулянт
Антициркулянт — это матрица аналогичного вида:
{\displaystyle {\begin{pmatrix}a_{1}&-a_{n}&-a_{n-1}&\cdots &-a_{2}\\a_{2}&a_{1}&-a_{n}&\cdots &-a_{3}\\a_{3}&a_{2}&a_{1}&\cdots &-a_{4}\\\vdots &\vdots &\vdots &\ddots &\vdots \\a_{n}&a_{n-1}&a_{n-2}&\cdots &a_{1}\\\end{pmatrix}}.}

### Косоциркулянт
Матрица вида
{\displaystyle \left({\begin{array}{ccccc}a_{1}&\varphi a_{n}&\varphi a_{n-1}&\cdots &\varphi a_{2}\\a_{2}&a_{1}&\varphi a_{n}&\cdots &\varphi a_{3}\\a_{3}&a_{2}&a_{1}&\cdots &\varphi a_{4}\\\vdots &\vdots &\vdots &\ddots &\vdots \\a_{n}&a_{n-1}&a_{n-2}&\cdots &a_{1}\end{array}}\right)}
называется {\displaystyle \varphi }-косоциркулянтом порядка {\displaystyle n} при {\displaystyle \varphi \neq 0}.
Очевидно, что циркулянт является {\displaystyle (1)}-косоциркулянтом, а антициркулянт — {\displaystyle (-1)}-косоциркулянтом.